# Euptoieta ramirezi
Euptoieta ramirezi is een vlinder uit de familie van de Nymphalidae. De wetenschappelijke naam van de soort is voor het eerst geldig gepubliceerd in 1926 door Eugenio Giacomelli.